# مانفرد فون آردن
مانفرد فون آردن (به آلمانی: Manfred von Ardenne، زاده ۲۰ ژانویه ۱۹۰۷ – درگذشته ۲۶ مه ۱۹۹۷) پژوهشگر و فیزیکدان کاربردی و مخترع آلمانی بود. او حدود ۶۰۰ اختراع در زمینه هایی از جمله میکروسکوپ الکترونی، فناوری پزشکی، فناوری هسته‌ای، فیزیک پلاسما و فناوری رادیو و تلویزیون به ثبت رساند. از سال ۱۹۲۸ تا ۱۹۴۵، او آزمایشگاه تحقیقاتی خصوصی خود (آزمایشگاه تحقیقات فیزیک الکترون) را مدیریت کرد. ده سال پس از جنگ جهانی دوم، او در اتحاد جماهیر شوروی روی پروژه بمب اتمی آنها کار کرد و جایزه استالین را دریافت کرد. پس از بازگشت به آلمان شرقی آن زمان، آزمایشگاه خصوصی دیگری به نام مؤسسه تحقیقاتی مانفرد فون آردن را راه اندازی کرد.

## زندگی و کار
زندگی طوفانی مادربزرگ فون آردن، الیزابت فون آردن (۱۹۵۲-۱۸۵۳)، گفته می‌شود که الهام‌بخش افی بریست اثر تئودور فونتان، یکی از مشهورترین رمان‌های رئالیستی آلمان بوده است.

آردن که در سال ۱۹۰۷ در هامبورگ در یک خانواده اشرافی ثروتمند به دنیا آمد، بزرگترین فرزند از پنج فرزند بود. در سال ۱۹۱۳، پدر آردن، که به کریگز مینستریوم منصوب شد، به برلین نقل مکان کرد. از همان دوران جوانی آردن، او شیفته هر شکلی از فناوری بود، و این توسط والدینش پرورش یافت. آموزش اولیه آردن در خانه از طریق معلمان خصوصی انجام شد. در برلین، از سال ۱۹۱۹، آردن در Realgymnasium شرکت کرد و در آنجا علایق خود را در زمینه فیزیک و فناوری دنبال کرد. او در یک مسابقه مدرسه، مدل‌هایی از دوربین و سیستم هشدار را ارائه کرد که به خاطر آن مقام اول را به خود اختصاص داد.